# Vaginoplastika
Vaginoplastika je kirurški zahvat konstrukcije ili rekonstrukcije vagine. Postoji nekoliko vrsta vaginoplastike, naprimjer sužavanje ili tonificiranje vagine koje se poduzima kada žena ima problema s postizanjem orgazma zbog oslabljenog mišićnog tonusa vagine nakon poroda ili bolesti. Vaginoplastika kojoj je cilj promjena spola iz muškog u ženski naziva se neovaginoplastika.
Kod prirođenenih razvojnih anomalija ženskog spolnog sustava, npr. Mayer-Rokitansky-Küster-Hauser sindroma, izvodi se vaginoplastika.